# Tríduum Pasqual
El Tridu o Tríduum Pasqual és el període comprès des de la tarda del Dijous Sant, fins a la matinada del Diumenge de Pasqua, on els cristians celebren els tres grans misteris de la redempció: la passió, la mort i la resurrecció de Jesús de Natzaret.
Es tracta del coronament de tot l'any litúrgic. Es fa coincidir amb la pleniluni de primavera a fi de commemorar, el més exactament possible quant al temps, les circumstàncies del fet històric de la Crucifixió. El Tríduum Pasqual comença amb la missa vespertina del Sant Sopar, el Dijous Sant, en la qual es fa memòria de la institució de l'Eucaristia, del sacerdot cristià, i de la proclamació del Nou manament de l'amor fratern. El Divendres Sant, en recordança directa de la mort de Jesús a la Creu, no se celebra la missa, que és la seva commemoració o renovació. L'Església acaba aquest Tríduum amb la celebració de la Vigília Pasqual, la nit del Dissabte Sant, i amb la Solemnitat de Pasqua.